# Prairie du Chien (Town)
Die Town of Prairie du Chien ist eine von elf Towns im Crawford County im US-amerikanischen Bundesstaat Wisconsin. Im Jahr 2010 hatte die Town of Prairie du Chien 1073 Einwohner.
Town hat in Wisconsin eine grundlegend andere Bedeutung, als im übrigen englischsprachigen Bereich. Vielmehr entspricht sie den in den anderen US-Bundesstaaten üblichen Townships, die nach dem County die nächstkleinere Verwaltungseinheit bilden.

## Geografie
Die Town of Prairie du Chien liegt im Südwesten Wisconsins, am Ostufer des die Grenze zu Iowa bildenden Mississippi. Die Mündung des Wisconsin River befindet sich wenige Kilometer südlich.
Die geografischen Koordinaten des Zentrums der Town of Prairie du Chien sind 43°04′22″ nördlicher Breite und 91°06′28″ westlicher Länge. Sie erstreckt sich über eine Fläche von 94,1 km², die sich auf 86,9 km² Land- und 7,2 km² Wasserfläche verteilen.
Die Town of Prairie du Chien liegt im Südwesten des Crawford County und grenzt an folgende Nachbartowns und -townships:
|                                                                                   | Town of Eastman                             |                 |
| Fairview Township (Allamakee County, Iowa) Mendon Township (Clayton County, Iowa) | Kompassrose, die auf Nachbargemeinden zeigt | Town of Wauzeka |
| City of Prairie du Chien                                                          | Town of Bridgeport                          |                 |

## Verkehr
Durch die Town of Prairie du Chien verläuft der Wisconsin State Highway 35, die hier den Wisconsin-Abschnitt der Great River Road bildet. Durch das Zentrum der Town verläuft in Nordost-Südwest-Richtung der Wisconsin State Highway 27. Alle weiteren Straßen sind untergeordnete Landstraßen,  teils unbefestigte Fahrwege sowie innerörtliche Verbindungsstraßen.
Entlang des Mississippi verläuft für den Frachtverkehr eine Eisenbahnstrecke der BNSF Railway.
Mit dem Prairie du Chien Municipal Airport befindet sich am Südrand der Town ein kleiner Flugplatz. Die nächsten Verkehrsflughäfen sind der Dubuque Regional Airport in Iowa (rund 110 km südlich), der La Crosse Regional Airport (rund 100 km nördlich) und der Dane County Regional Airport in Wisconsins Hauptstadt Madison (rund 170 km östlich).

## Bevölkerung
Nach der Volkszählung im Jahr 2010 lebten in der Town of Prairie du Chien 1073 Menschen in 460 Haushalten. Die Bevölkerungsdichte betrug 12,3 Einwohner pro Quadratkilometer. In den 460 Haushalten lebten statistisch je 2,32 Personen.
Ethnisch betrachtet setzte sich die Bevölkerung zusammen aus 97,2 Prozent Weißen, 0,1 Prozent (eine Person) amerikanischen Ureinwohnern, 1,2 Prozent Asiaten sowie 0,5 Prozent aus anderen ethnischen Gruppen; 1,0 Prozent stammten von zwei oder mehr Ethnien ab. Unabhängig von der ethnischen Zugehörigkeit waren 1,4 Prozent der Bevölkerung spanischer oder lateinamerikanischer Abstammung.
17,7 Prozent der Bevölkerung waren unter 18 Jahre alt, 60,1 Prozent waren zwischen 18 und 64 und 22,2 Prozent waren 65 Jahre oder älter. 50,3 Prozent der Bevölkerung war weiblich.
Das mittlere jährliche Einkommen eines Haushalts lag bei 45.662 USD. Das Pro-Kopf-Einkommen betrug 24.661 USD. 13,9 Prozent der Einwohner lebten unterhalb der Armutsgrenze.

## Ortschaften in der Town of Prairie du Chien
Neben Streubesiedlung existiert mit White Corners noch eine gemeindefreie Siedlung auf dem Gebiet der Town of Prairie du Chien.